# Aleochara littoralis
Aleochara littoralis är en skalbaggsart som först beskrevs av Mäklin 1853.  Aleochara littoralis ingår i släktet Aleochara och familjen kortvingar. Inga underarter finns listade i Catalogue of Life.